# 立入奇一
立入 奇一（たていり きいち、1844年（弘化元年4月）- 1895年（明治28年）2月5日）は、日本の政治家、衆議院議員（2期）。

## 経歴
伊賀国阿拝郡上野、現在の三重県伊賀市で生まれた。藤堂藩校崇広堂で学ぶ。江戸、京都に遊学した。地租改正掛、三重県出仕を経て、三重県会議員、同常置委員となる。伊賀街道隧道の計画立案、郡立中学校の設立、上野商工会の設立などに尽力した。
1890年の第1回衆議院議員総選挙において三重6区から立憲改進党公認で立候補して当選する。1892年の第2回衆議院議員総選挙で再選。1894年3月の第3回衆議院議員総選挙で落選した。翌1895年に死去した。

## 著作
- 『三重県会沿革集覧』立入奇一、1884年[2]。